# Resolution 670 des UN-Sicherheitsrates
Die Resolution 670 des UN-Sicherheitsrates ist eine Resolution, die der Sicherheitsrat der Vereinten Nationen in seiner 2943. Sitzung am 25. September 1990 mit einer Gegenstimme beschloss. Unter Hinweis auf die Resolutionen 660 (1990), 661 (1990), 662 (1990), 664 (1990), 665 (1990), 666 (1990) und 667 (1990) zum Thema Irak verurteilte der Rat die anhaltende irakische Besetzung Kuwaits, die Gewalt gegen kuwaitische Bürger und ihre Missachtung der Resolutionen des Sicherheitsrates. Er nahm auch die Ausweisung irakischer Diplomaten aus mehreren Ländern zur Kenntnis. Infolgedessen beschloss der Rat, weitere Sanktionen gegen Irak im Zusammenhang mit der Zivilluftfahrt zu verhängen.
Gemäß Kapitel VII der Charta der Vereinten Nationen forderte der Rat alle Mitgliedstaaten auf, internationale Sanktionen gegen Irak streng durchzusetzen, und bestätigte, dass die in der Resolution 661 (1990) verhängten Sanktionen auch für Luftfahrzeuge gelten, indem er darüber beschloss:
- die Mitgliedstaaten sollten Flugzeugen die Erlaubnis verweigern, von ihrem Hoheitsgebiet aus zu starten, wenn sie Fracht nach oder aus dem Irak und dem besetzten Kuwait befördern sollten, mit Ausnahme von medizinischer und humanitärer Hilfe und Ressourcen für die Militärbeobachtergruppe Iran-Irak der Vereinten Nationen;
- die Mitgliedstaaten sollten Flugzeugen, die für den Irak oder Kuwait bestimmt sind, die Erlaubnis verweigern, ihr Hoheitsgebiet zu überfliegen, es sei denn, sie werden vom Ausschuss des Sicherheitsrates genehmigt, durch Inspektion, dass es nicht gegen die Resolution 661 verstößt oder für den Einsatz durch die Militärbeobachtergruppe zugelassen ist;
- die Mitgliedstaaten sollten die erforderlichen Maßnahmen ergreifen, damit alle ihre Flugzeuge der Resolution 661 entsprechen und dabei zusammenarbeiten;
- die Mitgliedstaaten sollten irakische Schiffe, die ihre Häfen anlaufen, festhalten, es sei denn, dies geschieht aus humanitären Gründen, um Menschenleben zu schützen.

Er erinnerte die Länder ferner daran, dass sie gemäß der Resolution 661 (1990) die irakischen Vermögenswerte weiterhin einfrieren, gleichzeitig aber die der "legitimen Regierung Kuwaits" schützen und irakische Diplomaten sanktionieren sollten. Darüber hinaus forderte der Rat alle Mitgliedstaaten auf, mit dem Ausschuss des Sicherheitsrates zusammenzuarbeiten und Informationen über die von ihnen getroffenen Maßnahmen zur Umsetzung der Bestimmungen der aktuellen Resolution vorzulegen.
Schließlich warnte der Rat davor, dass jeder Staat, der sich der Resolution 661 (1990) entzieht, Maßnahmen gegen ihn ergreifen lassen könnte, und erinnerte Irak gleichzeitig an seine Verpflichtungen aus dem Vierten Genfer Abkommen. Die Resolution 670, die neunte, die den Irak wegen seiner Invasion in Kuwait verurteilt, wurde mit 14 Stimmen bei einer Gegenstimme aus Kuba und ohne Enthaltung angenommen.